# Estadio Rafael Mendoza
Estadio Rafael Mendoza – wielofunkcyjny stadion w dzielnicy Achumani, w La Paz, w Boliwii. Jest najczęściej używany do meczów piłki nożnej przez klub Club The Strongest. Stadion ma pojemność 15 000 osób.